# Герб комуни Бреке
Герб комуни Бреке (швед. Bräcke kommunvapen) — символ шведської адміністративно-територіальної одиниці місцевого самоврядування комуни Бреке. 

## Історія
Ландскомуна Бреке отримала королівське надання герба 1958 року. Як герб комуни його зареєстровано 1975 року. 

## Опис (блазон)
Щит перетятий двічі; у верхньому синьому полі вісім 6-променевих зірок (3:2:3), у середньому золотому крокує чорний ведмідь з червоним озброєнням, нижнє червоне поле муроване з золотими швами.

## Зміст
Ведмідь та зірка були на печатці місцевої парафії з ХІХ ст.